# Uroleucon
Uroleucon är ett släkte av insekter som beskrevs av Alexandre Mordvilko 1914. Uroleucon ingår i familjen långrörsbladlöss.

## Bildgalleri

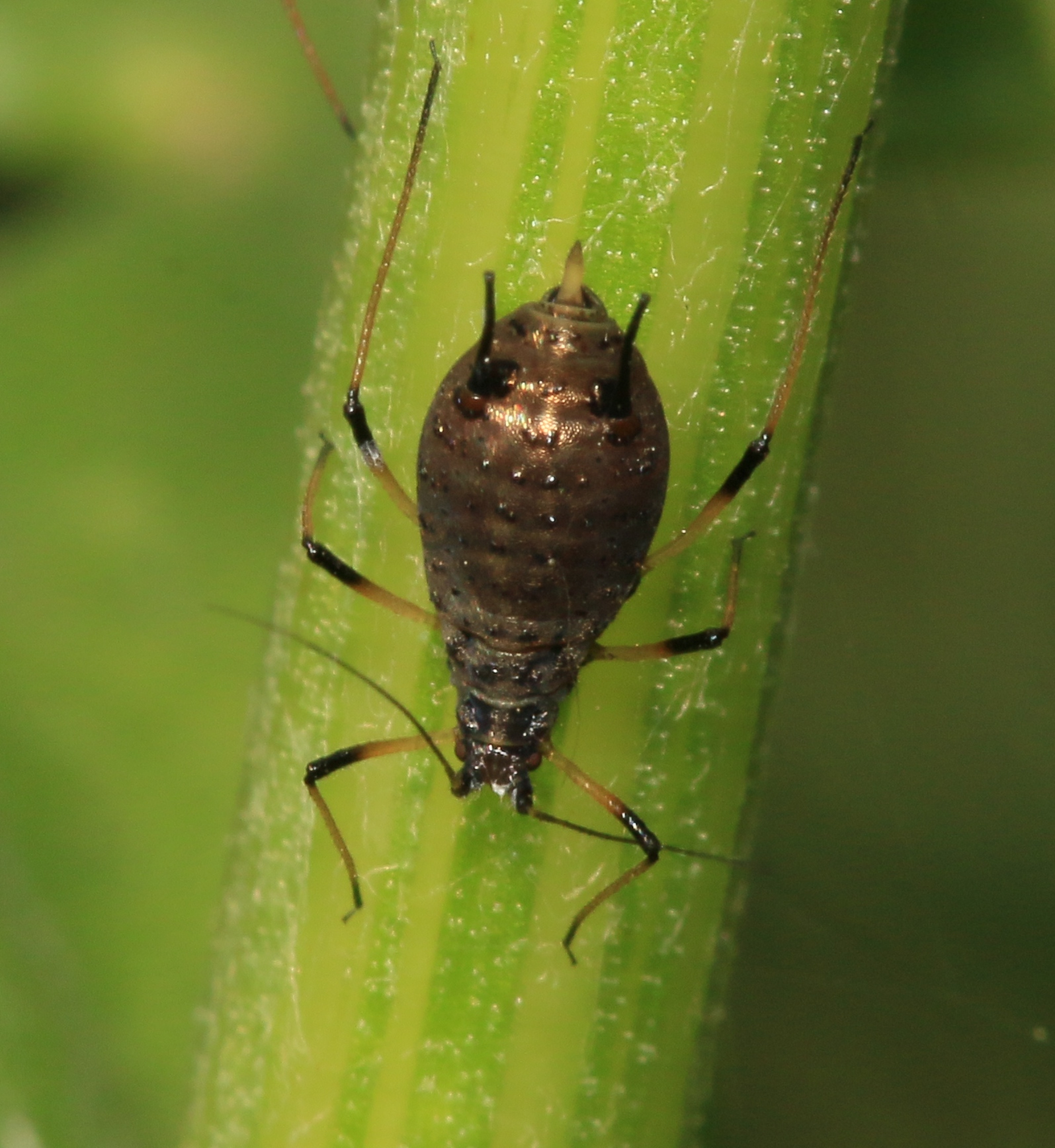

## Dottertaxa tillUroleucon, i alfabetisk ordning[1][2]
- Uroleucon aaroni
- Uroleucon achilleae
- Uroleucon adenocaulonae
- Uroleucon adenophorae
- Uroleucon adesmiae
- Uroleucon aeneum
- Uroleucon alaskense
- Uroleucon amamianum
- Uroleucon ambiguum
- Uroleucon ambrosiae
- Uroleucon anomalae
- Uroleucon arnesense
- Uroleucon astronomus
- Uroleucon atripes
- Uroleucon bereticum
- Uroleucon bicolor
- Uroleucon bielawskii
- Uroleucon bifrontis
- Uroleucon bonitum
- Uroleucon boreale
- Uroleucon brachychaetum
- Uroleucon bradburyi
- Uroleucon brevirostre
- Uroleucon breviscriptum
- Uroleucon brevisiphon
- Uroleucon brevitarsus
- Uroleucon budhium
- Uroleucon cadens
- Uroleucon caligatum
- Uroleucon cameronense
- Uroleucon campanulae
- Uroleucon canadense
- Uroleucon carberriense
- Uroleucon carlinae
- Uroleucon carthami
- Uroleucon caspicum
- Uroleucon cephalonopli
- Uroleucon chani
- Uroleucon chilense
- Uroleucon chondrillae
- Uroleucon chrysanthemi
- Uroleucon chrysopsidicola
- Uroleucon cicerbitae
- Uroleucon cichorii
- Uroleucon ciefi
- Uroleucon cirsicola
- Uroleucon cirsii
- Uroleucon clydesmithi
- Uroleucon coloradense
- Uroleucon compositae
- Uroleucon crepusisiphon
- Uroleucon dalmaticum
- Uroleucon debile
- Uroleucon deltense
- Uroleucon doronici
- Uroleucon dubium
- Uroleucon echinatus
- Uroleucon elbursicum
- Uroleucon elephantopicola
- Uroleucon ensifoliae
- Uroleucon eoessigi
- Uroleucon epilobii
- Uroleucon erigeronense
- Uroleucon escalantii
- Uroleucon essigi
- Uroleucon eumadiae
- Uroleucon eupatoricolens
- Uroleucon eupatorifoliae
- Uroleucon fagopyri
- Uroleucon fallacis
- Uroleucon floricola
- Uroleucon formosanum
- Uroleucon fuchuense
- Uroleucon fuscaudatum
- Uroleucon garnicai
- Uroleucon giganteum
- Uroleucon gigantiphagum
- Uroleucon gobonis
- Uroleucon gochnatiae
- Uroleucon gravicorne
- Uroleucon grossum
- Uroleucon helenae
- Uroleucon helianthicola
- Uroleucon hieracicola
- Uroleucon hieracioides
- Uroleucon himachali
- Uroleucon hymenocephali
- Uroleucon hypochoeridis
- Uroleucon hyssopii
- Uroleucon idahoense
- Uroleucon illini
- Uroleucon impatiensicolens
- Uroleucon inulae
- Uroleucon inulicola
- Uroleucon iranicum
- Uroleucon ivae
- Uroleucon jaceae
- Uroleucon jaceicola
- Uroleucon kashmiricum
- Uroleucon katonkae
- Uroleucon kikioense
- Uroleucon kumaoni
- Uroleucon lactucicola
- Uroleucon lambersi
- Uroleucon lanceolatum
- Uroleucon leonardi
- Uroleucon littorale
- Uroleucon longirostre
- Uroleucon longisetosum
- Uroleucon luteolum
- Uroleucon macgillivrayae
- Uroleucon macolai
- Uroleucon madia
- Uroleucon malarguense
- Uroleucon manitobense
- Uroleucon martini
- Uroleucon maximilianicola
- Uroleucon mendocinum
- Uroleucon mierae
- Uroleucon minatii
- Uroleucon minor
- Uroleucon minosmartellii
- Uroleucon minus
- Uroleucon minutum
- Uroleucon mongolicum
- Uroleucon montanivorum
- Uroleucon monticola
- Uroleucon muermosum
- Uroleucon mulgedii
- Uroleucon murale
- Uroleucon muralis
- Uroleucon neocampanulae
- Uroleucon nevadense
- Uroleucon nigrocampanulae
- Uroleucon nigrotibium
- Uroleucon nigrotuberculatum
- Uroleucon nodulum
- Uroleucon nuble
- Uroleucon obscuricaudatum
- Uroleucon obscurum
- Uroleucon ochropus
- Uroleucon olivei
- Uroleucon omeishanense
- Uroleucon orientale
- Uroleucon orientalis
- Uroleucon pachysiphon
- Uroleucon parasonchi
- Uroleucon parvotuberculatum
- Uroleucon patagonicum
- Uroleucon paucosensoriatum
- Uroleucon payuniense
- Uroleucon penderum
- Uroleucon pepperi
- Uroleucon petrohuense
- Uroleucon phyteumae
- Uroleucon picridiphagum
- Uroleucon picridis
- Uroleucon pieloui
- Uroleucon pilosellae
- Uroleucon pseudambrosiae
- Uroleucon pseudobscurum
- Uroleucon pseudomuermosum
- Uroleucon pseudotanaceti
- Uroleucon ptarmicae
- Uroleucon pulicariae
- Uroleucon pyrethri
- Uroleucon rapunculoidis
- Uroleucon reynoldense
- Uroleucon richardsi
- Uroleucon riojanum
- Uroleucon riparium
- Uroleucon rudbeckiae
- Uroleucon rurale
- Uroleucon russellae
- Uroleucon saussureae
- Uroleucon scorzonerae
- Uroleucon scrophulariae
- Uroleucon seneciocola
- Uroleucon siculum
- Uroleucon sijpkensis
- Uroleucon sileneobium
- Uroleucon simile
- Uroleucon simlaense
- Uroleucon solidaginis
- Uroleucon solirostratum
- Uroleucon sonchellum
- Uroleucon sonchi
- Uroleucon stachydis
- Uroleucon stoetzelae
- Uroleucon suzannae
- Uroleucon tanaceti
- Uroleucon taraxaci
- Uroleucon tardae
- Uroleucon telekiae
- Uroleucon tenuitarsum
- Uroleucon tessariae
- Uroleucon tortuosissimae
- Uroleucon tripartitum
- Uroleucon triphyllae
- Uroleucon tuataiae
- Uroleucon tucumani
- Uroleucon tussilaginis
- Uroleucon vancouverense
- Uroleucon verbesinae
- Uroleucon vernoniae
- Uroleucon vernonicola
- Uroleucon zayasi
- Uroleucon zerogutierrezis
- Uroleucon zinzalae
- Uroleucon zymozionense